# Falko Hönisch
Falko Hönisch (* 25. November 1977 in Stade) ist ein deutscher Opern- und Konzertsänger der Stimmlage Bariton, Politiker (SPD) und Stadtbürgermeister von Sankt Goar am Rhein.

## Werdegang

### Herkunft und Ausbildung
Falko Hönisch wuchs in Bremervörde in Niedersachsen als Sohn eines Kapitäns auf. Im Jahr 1997 legte er sein Abitur am Gymnasium Bremervörde ab. Bereits während seines nachfolgenden Zivildienstes studierte er Bühnen- und Konzertgesang an der Musikhochschule Lübeck bei Franz-Josef Einhaus und wechselte 1998 an die Staatliche Hochschule für Musik Karlsruhe, wo er neben Gesang in der Klasse von Roland Hermann auch Klavier in der Klasse von Kaya Han und Dirigieren in der Klasse von Frank Cramer im Studiengang Künstlerisches Lehramt an Gymnasien studierte. Im Jahr 2000 wechselte er an die Staatliche Hochschule für Musik und Darstellende Kunst in Stuttgart, wo er sein Studium bei Julia Hamari und Konrad Richter abschloss.

### Künstlerische Laufbahn
Hönisch debütierte in der Rolle des Don Giovanni am Wilhelma-Theater Stuttgart. Im Jahr 2004 ging er als festes Ensemblemitglied an das Landestheater Eisenach, wo er unter anderem den Papageno in der Zauberflöte sang. 2005 debütierte er als Wolfram von Eschenbach in Richard Wagners Oper Tannhäuser. Von 2005 bis 2007 war er festes Ensemblemitglied am Staatstheater Kassel, wo er u. a. als Conte di Almaviva in Mozarts Oper Le nozze di Figaro und als Harlekin in Richard Strauss’ Oper Ariadne auf Naxos auf der Bühne stand. Als Harlekin gastierte er 2006 auch am Oldenburgischen Staatstheater. Zur Spielzeit 2007/08 wechselte er als „Lyrischer Bariton“ ins Ensemble des Staatstheaters Darmstadt. Anschließend entschied er sich, freischaffend zu arbeiten. Im Mai/Juni 2008 war er am Landestheater Eisenach als Graf Eberbach in der Oper Der Wildschütz von Albert Lortzing zu hören. Seitdem gastierte er u. a. am Theater an der Wien, am Teatro Giuseppe Verdi in Trieste, bei der Nationalen Reisopera in Enschede und an der Opéra National de Lyon.
Als Konzertsänger sang Hönisch von Johann Sebastian Bachs Passionen und Kantaten über Joseph Haydns Die Schöpfung und Felix Mendelssohn Bartholdys Oratorien bis hin zu Frank Martins In Terra Pax, Arnold Schönbergs A Survivor from Warsaw und zeitgenössischen Kompositionen und übernahm dabei neben Bariton- auch Basspartien. Er trat unter anderem im Concertgebouw Amsterdam, der Berliner Philharmonie, der Tonhalle Düsseldorf, den Hallischen Händelfestspielen, der Philharmonie am Gasteig in München und dem Salle Pleyel in Paris auf.
Zusammen mit dem deutsch-mexikanischen Tenor Emilio Pons erwarb Hönisch im Jahr 2013 das ehemalige Gesundheitsamt in Sankt Goar und gründete dort 2014 eine Musikakademie, die „Internationale Musikakademie Sankt Goar“. Die Musikakademie ist mittlerweile in einem Gebäude am Stadthafen vom Sankt Goar untergebracht.

### Politische Laufbahn
Hönisch trat im Alter von 16 Jahren der SPD bei und gründete in Bremervörde die Jusos, zu deren Vorsitzender er gewählt wurde. Nach seiner Wahl zum Juso-Vorsitzenden im Landkreis Rotenburg (Wümme) trat er 1996 für die SPD-Bremervörde zur Kommunalwahl an und war anschließend bis 1998 Mitglied des Stadtrates Bremervörde.
Nach 21-jähriger politischer Abstinenz kandidierte Hönisch an seinem neuen Wohnort Sankt Goar zur Kommunalwahl am 26. Mai 2019 als Stadtrat und Stadtbürgermeister. Er setzte sich mit einem Stimmenanteil von 61,1 % gegen den bisherigen Amtsinhaber Horst Vogt (CDU) durch und übernahm am 12. August 2019 das Amt des Stadtbürgermeisters.
Am 6. November 2022 trat Hönisch zur Direktwahl des Bürgermeisters der Verbandsgemeinde Rhein-Nahe an. Hönisch verlor jedoch die Wahl mit 35,38 % gegen seinen Konkurrenten Benedikt Seemann (CDU).
Am 9. Juni 2024 trat Hönisch erneut zur Direktwahl des Stadtbürgermeisters der Stadt Sankt Goar an. Hönisch gewann mit 56,6 % diese Wahl erneut, dieses Mal gegen den Mitbewerber Dieter Langenbach (CDU).

## Auszeichnungen (Auswahl)
- Stipendium des Deutschen Musikrats, Berlin 2003 und 2007
- Stipendium des Präsidenten der Bundesrepublik Deutschland, Berlin
- Lauritz-Melchior-Wettbewerb für Wagnerstimmen in Aalborg[6][14]
- Anneliese Rothenberger-Wettbewerb,[15] Insel Mainau 2007
- 47. International Vocal Competition, ´s-Hertogenbosch 2008[16]
- Johannes Brahms-Wettbewerb,[17] Pörtschach 2008
- Wettbewerb Richard Wagners Neue Stimmen,[18][19] Karlsruhe im Oktober 2009
- 58. Internationaler Musikwettbewerb der ARD, München 2009
- Richard Strauss-Wettbewerb,[20] München 2009